# François Omam-Biyik
François Didier Omam-Biyik (ur. 21 maja 1966, w Sackbayeme) – kameruński piłkarz, grał na pozycji napastnika. Posiada także obywatelstwo Francji.

## Kariera klubowa
Swoją piłkarską karierę rozpoczynał w 1986 roku, w Canon Jaunde. Grał tam przez dwa lata i przeprowadził się do Francji, a jego nowym klubem był Stade Lavallois. Przez trzy sezony rozegrał 81 meczów w barwach pierwszej drużyny, 27 razy wpisując się na listę strzelców. Zaowocowało to transferem do Stade Rennais, w sezonie 1990/1991, gdzie nie zatracił skuteczności, pokonując bramkarzy czternastokrotnie, w 38 spotkaniach. Kolejnymi jego klubami były AS Cannes i Olympique Marsylia (strzelił gola w eliminacjach do Ligi Mistrzów, w meczu z Glentoranem Belfast, wygranym przez OM 3:0. Następnie na trzy sezony przeszedł do RC Lens, gdzie przez pewien czas grał ze swoimi rodakami, Piusem Ndiefi i Marcem-Vivienem Foé. W sezonie 1994/1995 Lens z Biyikiem w składzie zajęło 5. miejsce, gwarantujące udział w Pucharze UEFA, jednak zanim rozgrywki się rozpoczęły, piłkarz odszedł do Club América, strzelająć 36 bramek, w 47 meczach, co było prawdziwym popisem umiejętności. Następny sezon w meksykańskim klubie również był tak udany, chociaż nie aż tak, jak poprzedni (28/13). Później, u schyłku swojej kariery grał w takich klubach, jak: Atlético Yucatán, UC Sampdoria, Puebla FC, oraz LB Châteauroux, w którym zakończył karierę, rozgrywając jedynie 3 mecze, w pożegnalnym sezonie.
Debiuty:
Ligue 1, 27 lipca 1987, podczas meczu Toulouse FC 1-0 Stade Lavallois.
Serie A, 22 lutego 1998, podczas meczu UC Sampdoria 0-3 Udinese Calcio.

## Mistrzostwa Świata
Jean François Omam-Biyik rozegrał 66 meczów w reprezentacji Kamerunu. Trzy razy brał udział w Mistrzostwach Świata (1990, 1994 i 1998). Najlepszym momentem w jego karierze była bramka, która dała historyczne zwycięstwo nad reprezentacją Argentyny. Gol padł po strzale głową, a łatwa do obrony piłka wypadła z rąk Nery'emu Pumpido i bramkarz musiał ją wyjąć z siatki. Był to mecz inaugurujący MŚ 90 we Włoszech, rozgrywany na San Siro, a Afrykanie kończyli ten mecz w 9. Czerwone kartki ujrzeli: brat Omama Biyika – Andre Kana-Biyik (jeszcze przed strzeleniem bramki na 1:0) i Benjamin Massing, za faul na Claudio Canniggi w końcówce meczu. Na następną bramkę w MŚ musiał czekać do 1994 roku, kiedy to pokonał szwedzkiego bramkarza, dając Kameruńczykom prowadzenie 2:1, jednak w 76 minucie Martin Dahlin wyrównał i w Los Angeles doszło do podziału punktów.

## Mecz pożegnalny
Około 15,000 fanów przyszło na Estadio Azteca, arenę Mistrzostw Świata w 1970 i 1986 roku, żeby zobaczyć Omama-Biyika w akcji, po raz ostatni. Naprzeciwko siebie stanęły dwie drużyny.
Ameryka z 1994: Adrián Chávez (Alejandro García, 47), Juan Hernández (Francisco Sánchez, 53), Enrique Rodón (José Luis Salgado, 52), Luis Felipe Peña (Jean Claude Pagal, 50), Edson Astivia, Guillermo Naranjo (Raúl Gutiérrez, 50), Isaac Terrazas, Raúl Rodrigo Lara, Joaquín del Olmo (Rafael Bautista, 59), Luis Roberto Alves (Pedro Pineda, 55) y Francois Omam Biyik (Antoir Biyik, 80). Trener: Alex Domínguez.
Przyjaciele Biyika: Jacques Songo’o (Hugo Pineda, 46), Obame, Aurelio Rivera (Alí Fernández, 60/Daniel Alberto Brailovsky, 80), Jorge Campos (Hugo Santana, 40), Fernando Martell (Salim Chartouni, 57), Porfirio Jiménez, Kana Biyik (Fernando Dávila, 22), Alberto García Aspe, Cyrille Makanaky (Martín Yamasaky, 28), Ricardo Peláez (Marco Antonio Figueroa, 46) y Carlos Hermosillo (Luis Arturo Hernández, 46). Trener: Leonardo Cuéllar.
Mecz przebiegał w znakomitej atmosferze, a 38 letni Francois zaprezentował nieznaczną część talentu, która umożliwiła mu grę na wysokim poziomie, przez wiele lat. Mecz zakończył się wynikiem 4:3 dla zespołu z Ameryki Południowej, a Omam-Biyik, zmieniony przez swojego syna – Antoira, który strzelił bramkę w 79 minucie spotkania, został nagrodzony owacjami na stojąco. Podczas opuszczania boiska, chcąc podziękować kibicom, pokazał koszulkę z napisem „Gracias Mexico”. Po meczu, piłkarz wyznał, że jednym z jego marzeń jest powrót na Estadio Azteca w roli trenera Aguials of America.

## Kariera w liczbach
| Sezon   | Klub               | Kraj    | Flaga   | Rozgrywki          | Mecze | Bramki |
| ------- | ------------------ | ------- | ------- | ------------------ | ----- | ------ |
| 1986    | Canon Jaunde       | Kamerun | Kamerun | Première Division  | ?     | ?      |
| 1987    | Canon Jaunde       | Kamerun | Kamerun | Première Division  | ?     | ?      |
| 1987/88 | Stade Lavallois    | Francja | Francja | Ligue 1            | 24    | 11     |
| 1988/89 | Stade Lavallois    | Francja | Francja | Ligue 1            | 25    | 4      |
| 1989/90 | Stade Lavallois    | Francja | Francja | Ligue 1            | 32    | 12     |
| 1990/91 | Stade Rennais      | Francja | Francja | Ligue 1            | 38    | 14     |
| 1991/92 | AS Cannes          | Francja | Francja | Ligue 2            | 35    | 7      |
| 1992/93 | Olympique Marsylia | Francja | Francja | Ligue 1            | 2     | 1      |
| 1992/93 | RC Lens            | Francja | Francja | Ligue 1            | 26    | 11     |
| 1993/94 | RC Lens            | Francja | Francja | Ligue 1            | 24    | 7      |
| 1994/95 | RC Lens            | Francja | Francja | Ligue 1            | 3     | 0      |
| 1995/96 | Club América       | Meksyk  | Meksyk  | Primera División   | 47    | 36     |
| 1996/97 | Club América       | Meksyk  | Meksyk  | Primera División   | 28    | 13     |
| 1996/97 | Yucatan Mérida     | Meksyk  | Meksyk  | Primera División A | ?     | ?      |
| 1997/98 | UC Sampdoria       | Włochy  | Włochy  | Serie A            | 6     | 0      |
| 1998/99 | Puebla FC          | Meksyk  | Meksyk  | Primera División   | 17    | 5      |
| 1999/00 | LB Chateauroux     | Francja | Francja | Ligue 2            | 17    | 5      |